# Kalocsa
Kalocsa este un oraș în districtul Kalocsa, județul Bács-Kiskun, Ungaria, având o populație de 17.008 locuitori (2011). Aici își are sediul Arhiepiscopia de Kalocsa, una din instituțiile cele mai importante ale Bisericii Romano-Catolice din Ungaria, cu un rol însemnat în răspândirea creștinismului în evul mediu.

## Demografie
Componența etnică a orașului Kalocsa
     Maghiari (91,52%)
     Romi (4,18%)
     Germani (1,94%)
     Croați (1,07%)
     Necunoscut (0,67%)
     Alții (0,62%)
Componența confesională a orașului Kalocsa
     Romano-catolici (50,52%)
     Fără religie (13,43%)
     Reformați (5,2%)
     Atei (1,19%)
     Necunoscută (28,63%)
     Alte religii (2,62%)
Conform recensământului din 2011, orașul Kalocsa avea 17.008 locuitori. Din punct de vedere etnic, majoritatea locuitorilor (91,52%) erau maghiari, existând și minorități de romi (4,18%), germani (1,94%) și croați (1,07%). Apartenența etnică nu este cunoscută în cazul a 0,67% din locuitori.  Din punct de vedere confesional, majoritatea locuitorilor (50,52%) erau romano-catolici, existând și minorități de persoane fără religie (13,43%), reformați (5,2%) și atei (1,19%). Pentru 28,63% din locuitori nu este cunoscută apartenența confesională.

## Galerie de imagini

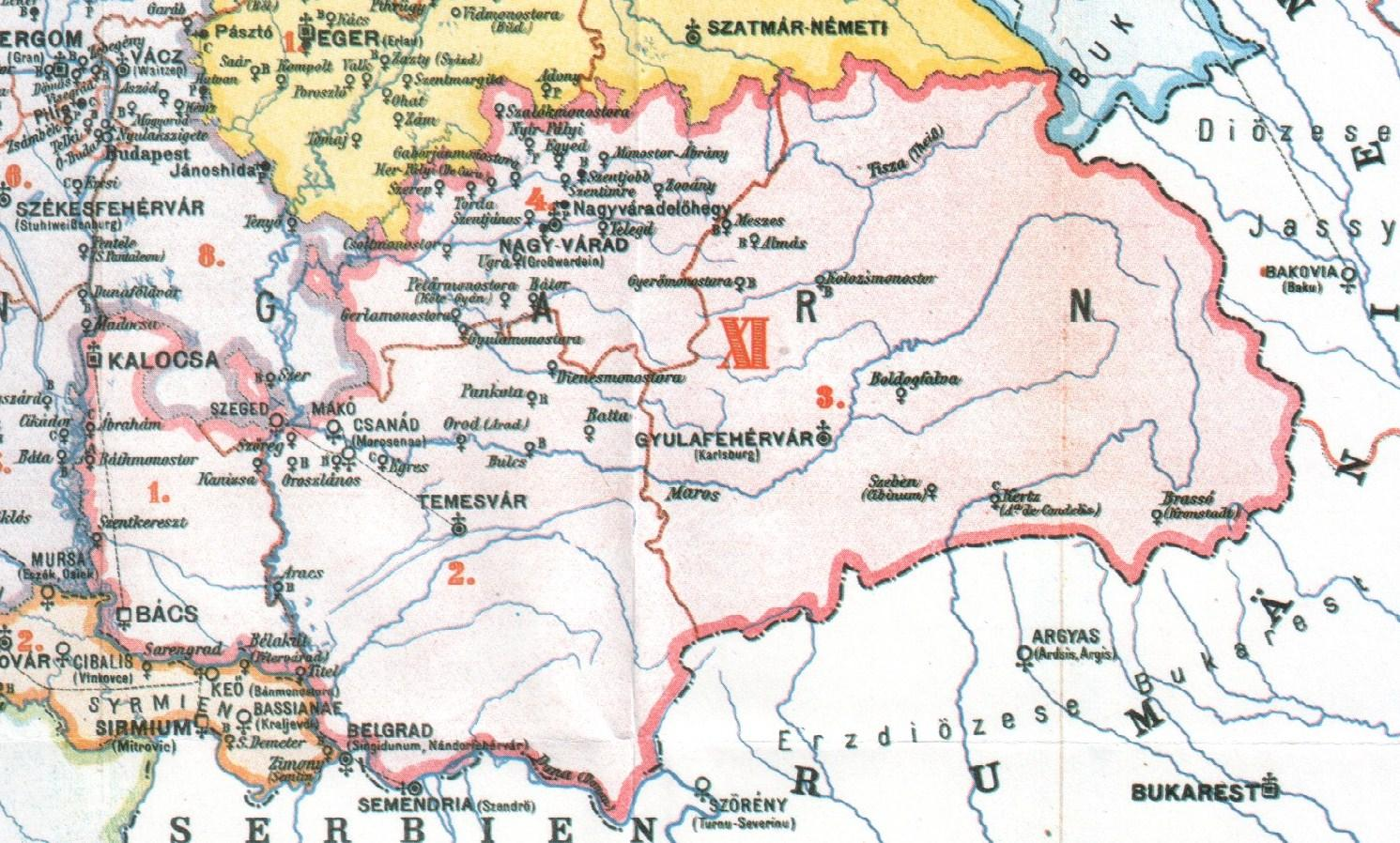
Provincia mitropolitană romano-catolică de Kalocsa în anul 1909